# Сохино (городской округ Клин)
Сохино — деревня в Клинском районе Московской области, в составе Городского поселения Клин. Население — 54 чел. (2010). До 2006 года Сохино входило в состав Мисирёвского сельского округа.

## Расположение
Деревня расположена в центральной части района, примерно в 1,5 км к югу от города Клин, на левом берегу реки Сестра, у впадения притока Жорновка, высота центра над уровнем моря 163 м. Ближайшие населённые пункты — Акулово на противоположном берегу реки, Стреглово к западу и Горки к юго-западу.

## Население
| 2002 | 2006 | 2010 |
| ---- | ---- | ---- |
| 50   | ↗61  | ↘54  |